# Paul Yoshigoro Taguchi
Paul Yoshigorō Taguchi (パウロ 田口 芳五郎, Pauro Taguchi Yoshigorō), né le 20 juillet 1902 à Shittsu (actuellement partie de la ville de Nagasaki) au Japon et mort le 23 février 1978, est un prélat japonais, archevêque d'Osaka et cardinal.

## Biographie
Il étudie à l'université Sapientia à Amagasaki, puis il est envoyé poursuivre ses études à Rome à l'Urbanienne et à l'athénée Saint-Apollinaire, et il est ordonné prêtre, le 22 décembre 1928 à Rome.

### Prêtre
Paul Yoshigorō Taguchi termine ses études en 1931 et retourne à Tokyo, où il devient professeur au grand séminaire et directeur du centre de presse catholique jusqu'en 1936. De 1936 à 1940, il est secrétaire du délégué apostolique au Japon, Mgr Paolo Marella.
Le 30 novembre 1940, il est nommé administrateur apostolique d'Osaka, charge étendue à Shikoku l'année suivante. Il succède à Mgr Castanier M.E.P..

### Évêque
Nommé évêque d'Osaka le 25 novembre 1941, il est consacré le 14 décembre suivant par le délégué apostolique au Japon, Mgr Marella.
En 1963, il démissionne de ses fonctions d'administrateur apostolique de Shikoku, pour ne conserver que la charge d'Osaka.
Enfin, le 5 août 1969, alors qu'Osaka est élevé au rang d'archidiocèse, il en devient le premier archevêque.

### Cardinal
Au consistoire du 5 mars 1973, Paul VI le crée cardinal avec le titre de cardinal-prêtre de S. Maria in Via.